# Rıdvan Dilmen
Rıdvan Dilmen (* 15. August 1962 in Nazilli, Provinz Aydın) ist ein ehemaliger türkischer Fußballspieler, Fußballtrainer und heutiger Fußballexperte beim türkischen Fernsehsender NTV.

## Spielerkarriere

### Verein
Rıdvan Dilmen spielte während seiner Jugend für Sümerspor und wurde hier 1977 auch zum professionellen Fußballspieler. Vor der Spielzeit 1979/80 absolvierte Dilmen beim Zweitligisten Denizlispor ein mehrtägiges Profitraining. Bei dem Verein, bei dem zu diesem Zeitpunkt auch sein älterer Bruder als Profi tätig war, befand man den jungen Rıdvan als zu schmächtig und verpflichtete ihn nicht. Stattdessen wechselte Dilmen zum damaligen Amateurklub Muğlaspor. Mit diesem Verein schaffte es der Flügelspieler aus der Amateurliga, in die 2. türkische Liga aufzusteigen. Sein damaliger Trainer Kemal Dirikan sagte damals über Dilmen: „Er hat die Intelligenz wie der Teufel“; seitdem trägt er den Spitznamen „Şeytan Rıdvan“ (deutsch: Rıdvan der Teufel). Bereits nach zwei Saisons verließ Dilmen Muğlaspor und wechselte in die Süper Lig zu Boluspor.
Dilmen spielte drei Jahre für Boluspor. Während seiner Zeit bei Boluspor machte Dilmen sein Debüt für die türkische Fußballnationalmannschaft. 1983 ging er zum Ligakonkurrenten Sarıyer SK. Bei Sarıyerspor gehört er zu den Führungsspielern. Nach vier Saisons wechselte Rıdvan Dilmen zum Traditionsklub Fenerbahçe Istanbul.
In der Saison 1988/89 wurde Dilmen zum ersten und einzigen Mal Türkischer Fußballmeister. Er selbst schoss mit 19 Toren gemeinsam mit seinem Mannschaftskameraden Hasan Vezir die zweitmeisten Tore. Nur sein Teamkollege Aykut Kocaman, Stürmer, war mit 29 Toren noch erfolgreicher. Für Dilmen war es der Höhepunkt seiner aktiven Karriere. In der Spielzeit 1989/90 erlitt Dilmen während eines Spiels gegen Trabzonspor einen Kreuzbandriss. Fortan war seine Karriere von langwierigen Verletzungen gekennzeichnet. Dilmen kehrte meistens frühzeitig aus seiner Verletzungspause zurück, obwohl die Ärzte ihm das untersagten. In seinen letzten Jahren absolvierte Dilmen pro Saison weniger als zehn Spiele.
1994 wurde sein Vertrag auf eigenen Wunsch aufgelöst. Am 31. Januar 1996 beendete Rıdvan Dilmen seine Karriere mit einem Abschiedsspiel endgültig. Mit seinem schnellen Antritt und einer guten Ballbeherrschung gehörte Dilmen in den 1980er Jahren in der Türkei zu den wichtigsten Mittelfeldspielern.
Während seiner gesamten Karriere sah Dilmen nie die rote Karte.

### Nationalmannschaft
Dilmen absolvierte sein Debüt für die Türkei am 6. September 1984 gegen die Sowjetunion. Sein erstes Länderspieltor erzielt er bei einem 3:1-Sieg gegen Griechenland am 21. September 1988. Rıdvan Dilmen spielte das letzte Mal für die Türkische Fußballnationalmannschaft am 28. September 1992 gegen San Marino.

## Trainerkarriere
In der Saison 1996/97 wurde Dilmen auf Wunsch von Ali Şen Sportdirektor bei Fenerbahçe Istanbul, jedoch wurde das Arbeitsverhältnis zum Ende der Saison beendet. Daraufhin arbeitete der frühere Mittelfeldspieler als TV-Experte. 1998 übernahm er den Trainerposten beim Zweitligisten Vanspor. Bei seinem Amtseintritt lag die Mannschaft mit 0 Punkten auf dem letzten Tabellenplatz. Er schaffte es trotzdem mit seiner Mannschaft in derselben Saison in die 1. Liga aufzusteigen. Fenerbahçe Istanbul nahm, zu Beginn der Saison 1999/2000, seinen ehemaligen Schützling als Trainer unter Vertrag. Obwohl die Mannschaft einen guten Start in der Süper Lig hatte trat Dilmen nach dem frühen Aus in der 2. Runde des UEFA-Pokals gegen MTK Budapest FC zurück.
Später war Rıdvan Dilmen bei Altay İzmir, Adanaspor und Karşıyaka SK tätig, jedoch ohne Erfolg.

## Erfolge
- Türkischer Fußballmeister: 1989
- TFF Superpokal: 1990
- Premierministerpokal 1989, 1992

## Sonstiges
Rıdvan Dilmen ist momentan beim türkischen Nachrichtensender NTV als Fußballexpert beschäftigt. Seit einigen Jahren ist er Experte bei der Sendung % 100 Futbol (deutsch:100 Prozent Fußball). Bei den Spielen der Türkischen Fußballnationalmannschaft ist er Co-Kommentator. Außerdem ist er seit August 2010 für die Tageszeitung Sabah als Kolumnist tätig.
Dilmen hat als Co-Kommentator häufig seine fußballtaktische Intelligenz bewiesen. In vielen Situation ahnt der frühere Mittelfeldspieler, dass in den nächsten Sekunden ein Tor fallen könnte. Meistens mit dem Spruch Gol olur (deutsch: es könnte ein Tor fallen). Das hatte zur Folge, dass Rıdvam Dilmen einen Cameo-Auftritt im Film A.R.O.G. erhielt und einen Werbespot für den Rasierhersteller Gillette drehte, gemeinsam mit David Beckham. Sowohl im Film als auch in der Werbung sagt er seinen bekannten Satz Gol olur.